# Philematium ghesquierei
Philematium ghesquierei är en skalbaggsart som beskrevs av Pierre Lepesme 1948. Philematium ghesquierei ingår i släktet Philematium och familjen långhorningar. Inga underarter finns listade i Catalogue of Life.